# 임규찬
임규찬(1957년 ~ )은 대한민국의 문학평론가, 교수이다. 1957년 전라남도 보성에서 태어나 성균관대학교 독어독문학과를 졸업하고 동 대학원 국어국문학과에서 석사학위와 박사학위를 받았다.

## 약력
1988년 《실천문학》에 평론을 발표하며 등단했고, 성균관대학교 독어독문학과와 동 대학원 국어국문학과에서 석사학위와 박사학위를 받았다. 《창작과비평》 편집위원을 역임했다. 현재 성공회대학교 교양학부 교수로 재직 중이다.

## 저서

### 비평집
- 《왔던 길 가는 길 사이에서》(창작과비평사, 1997)
- 《작품과 시간》(소명출판, 2001)
- 《비평의 창》(강, 2006)

### 연구서
- 《프로문학의 성립과 신경향파》(태학사, 1989) : 공저
- 《카프시대의 회고와 문학사》(태학사, 1990) : 공저
- 《신경향파시기의 프로문학》(태학사, 1990) : 공저
- 《제1차 방향전환과 대중화 논쟁》(태학사, 1990) : 공저
- 《볼세비키화와 조직운동》(태학사, 1990) : 공저
- 《카프 해산기의 동향과 쟁점》(태학사, 1990) : 공저
- 《카프 해산기의 창작방법 논쟁》(태학사, 1990) : 공저
- 《카프 해산후의 문예동향》(태학사, 1990) : 공저
- 《카프 해산기의 창작방법 논쟁》(태학사, 1990) : 공저
- 《한국 근대소설의 이념과 체계》(태학사, 1998)
- 《문학사와 비평적 쟁점》(태학사, 2001)

### 편저
- 《일본 프로문학과 한국문학》(연구사, 1987)

### 역서
- 《임화 신문학사》(한길사, 1993)